# Rångedala socken
Rångedala socken i Västergötland ingick i Ås härad, ingår sedan 1974 i Borås kommun och motsvarar från 2016 Rångedala distrikt.
Socknens areal är 41,91 kvadratkilometer varav 41,39 land. År 2000 fanns här 831 invånare.  Tätorten Rångedala med sockenkyrkan Rångedala kyrka ligger i socknen.   

## Administrativ historik
Socknen har medeltida ursprung.  
Vid kommunreformen 1862 övergick socknens ansvar för de kyrkliga frågorna till Rångedala församling och för de borgerliga frågorna bildades Rångedala landskommun. Landskommunen uppgick 1952 i Toarps landskommun  som 1967 uppgick i Dalsjöfors landskommun som  1974 uppgick i Borås kommun. Församlingen uppgick 2014 i Toarps församling.
1 januari 2016 inrättades distriktet Rångedala, med samma omfattning som församlingen hade 1999/2000.
Socknen har tillhört län, fögderier, tingslag och domsagor enligt vad som beskrivs i artikeln Ås härad. De indelta soldaterna tillhörde Älvsborgs regemente, Ås kompani och Västgöta regemente, Elfsborgs kompani.

## Geografi
Rångedala socken ligger nordost om Borås kring Viskan och dess tillflöde Rångedalaån. Socknen har odlingsbygd vid åarna som omges av höglänt skogsbygd.

## Fornlämningar
Sju boplatser och två hällkistor från stenåldern är funna. Från bronsåldern finns spridda gravrösen. Från järnåldern finns åtta gravfält.

## Namnet
Namnet skrevs 1399 Rangadall och kommer från kyrkbyn. Efterleden innehåller dal' syftande på Rångedalsåns sänka. Förleden kan innehålla ett äldre namn på ån sammansatt av stång och å.
Före 1855 skrevs namnet även Ragnhildsdals socken.